# Pollyanna McIntosh
Pollyanna McIntosh (Dunbartonshire (Schotland), 15 maart 1979) is een Schotse actrice, filmregisseuse en scenarioschrijfster.

## Biografie
McIntosh werd geboren in de graafschap Dunbartonshire in Schotland, en groeide op in Portugal en Colombia. In haar tienerjaren keerde zij terug naar haar geboorteland waar zij op zestienjarige leeftijd begon met acteren op het Edinburgh Festival.
McIntosh begon in 2005 met acteren in de film Headspace, waarna zij nog meerdere rollen speelde in films en televisieseries. Naast het acteren wil zij ook een carrière in mode, en werkt voor kinderliefdadigheid.
McIntosh was van 2004 tot en met 2011 getrouwd met acteur Grant Show.

## Filmografie

### Films
Uitgezonderd korte films.
- 2020 Revenge Ride - als Trigga
- 2019 Deathcember - als radio gaste
- 2019 Darlin' - als de vrouw
- 2017 Blood Ride - als Trigga
- 2016 Native - als Matilda
- 2015 Tales of Halloween - als Bobbie
- 2014 White Settlers - als Sarah
- 2014 Let Us Prey - als PC. Rachel Heggie
- 2013 Como Quien No Quiere La Cosa - als Missis Terrier
- 2013 Carlos Spills the Beans - als Hot girl
- 2013 Prevertere - als Irene
- 2013 Filth - als Size Queen
- 2013 Love Eternal - als Naomi Clarke
- 2013 Noise Matters - als Rose
- 2013 Blue Dream - als Amanda
- 2012 The Famous Joe Project - als Nova
- 2012 I Do - als Catherine
- 2011 The Woman - als de vrouw
- 2010 Burke and Hare - als Mary
- 2009 Offspring - als vrouw
- 2009 Exam - als brunette
- 2009 Land of the Lost - als Pakuni vrouw
- 2009 All Ages Night - als Varela
- 2007 9 Lives of Mara - als Mara \ Maria
- 2007 Bats: Human Harvest - als Katya
- 2007 Sex and Death 101 - als onhandige
- 2005 Headspace - als Stacy

### Televisieseries
Uitgezonderd eenmalige gastrollen.
- 2024 Outer Banks - als Dalia  - 7 afl.
- 2022-2023 Vikings: Valhalla - als Queen Ælfgifu - 7 afl.
- 2021 The Walking Dead: World Beyond - als Anne - 6 afl.
- 2019 Lodge 49 - als Clara - 7 afl.
- 2017-2018 The Walking Dead - als Jadis Stokes / Anne - 24 afl.
- 2016 Hap and Leonard - als Angel - 6 afl.
- 2013-2014 M.I.High - als Crime Minster - 13 afl.
- 2013 Bob Servant Independent - als Philippa Edwards - 5 afl.

### Filmregisseuse
- 2019 Deathcember - film
- 2019 Darlin' - film

### Scenarioschrijfster
- 2019 Deathcember - film
- 2019 Darlin' - film

- Bibliothèque nationale de France: cb15972105b (data)
- Gemeinsame Normdatei: 1022010670
- International Standard Name Identifier: 0000 0000 5690 2995
- Library of Congress Control Number: no2012069933
- Nederlandse Thesaurus van Auteursnamen: 380714019
- Virtual International Authority File: 79232450
- WorldCat: E39PBJt3TVXQFRFrD4jDxxXPQq